# Leviapseudes caecus
Leviapseudes caecus is een naaldkreeftjessoort uit de familie van de Apseudidae. De wetenschappelijke naam van de soort is voor het eerst geldig gepubliceerd in 1875 door Willemoes-Suhm.